# 旗山
旗山（はたやま）は、徳島県小松島市に位置する山である。標高約20m。とくしま88景選定。

## 歴史
1185年に源義経は屋島に逃れた平家に奇襲をかけるため、摂津国渡辺から船で阿波国の勝浦（現在の小松島市）に上陸した。奇襲を前に軍勢の士気を高める為、旗山の山頂に源氏の白旗を掲げたと云われている。
旗山のたもとには天下った天馬または名馬の磨墨が石になったという天馬石があり、文化11年（1814年）の『阿波名所図会』にも紹介されている。

## 建造物
山頂には妙見神社、東に少し下った山腹には王子神社と八幡神社が建つ。
八幡神社の隣には義経騎馬像が立っている。1991年に小松島市民の募金で建立され、台は市が負担した。高さ6.7m、幅（馬の前後方向）4.4m、奥行き（馬の左右方向）2.15m、重さ5.5tで、騎馬像では日本最大である。
また旗山を含む義経が小松島を進軍した約10kmには義経ゆかりの史跡や文化財が点在しており、「義経ドリームロード」と名付けられている。

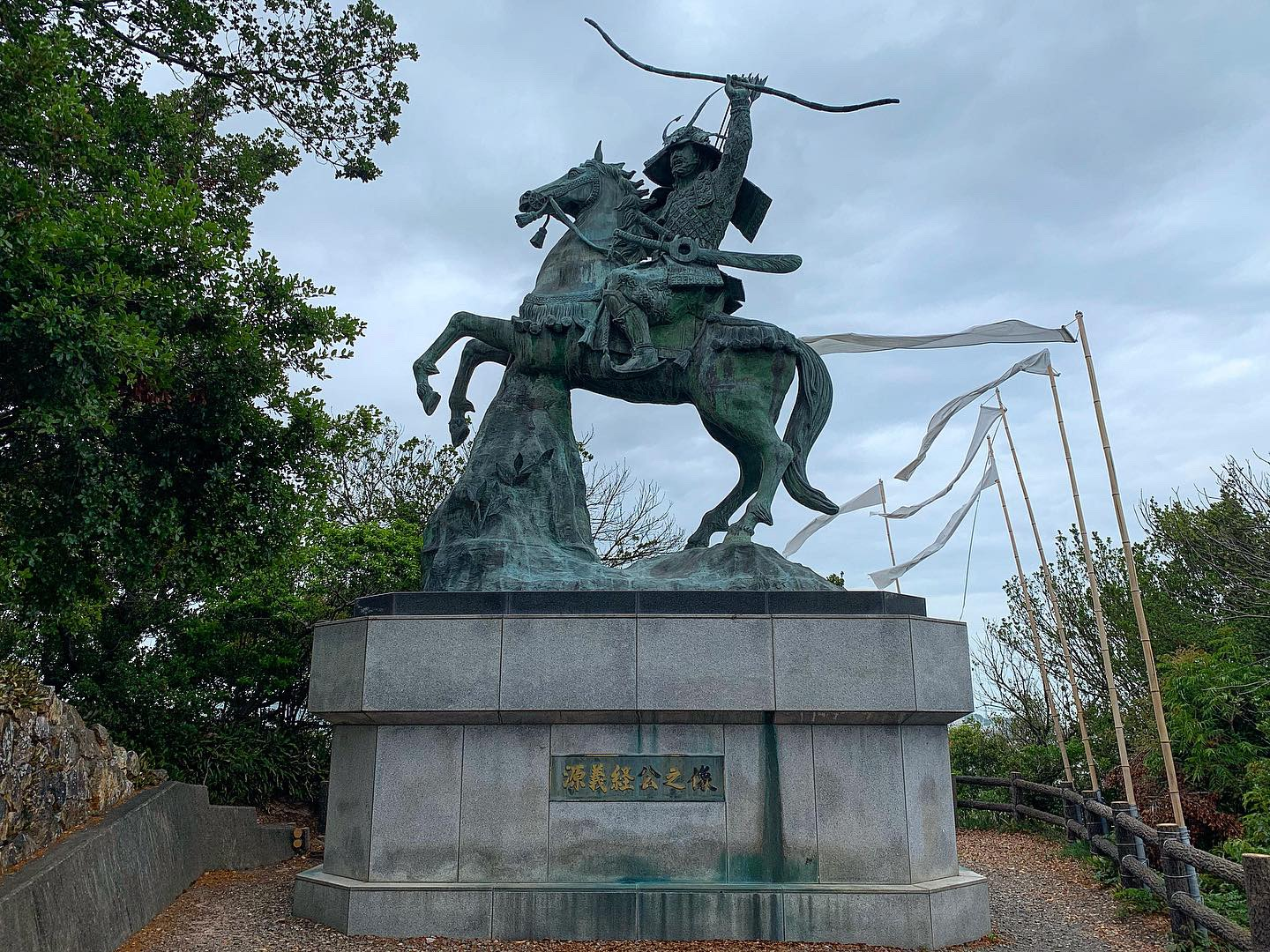
源義経像
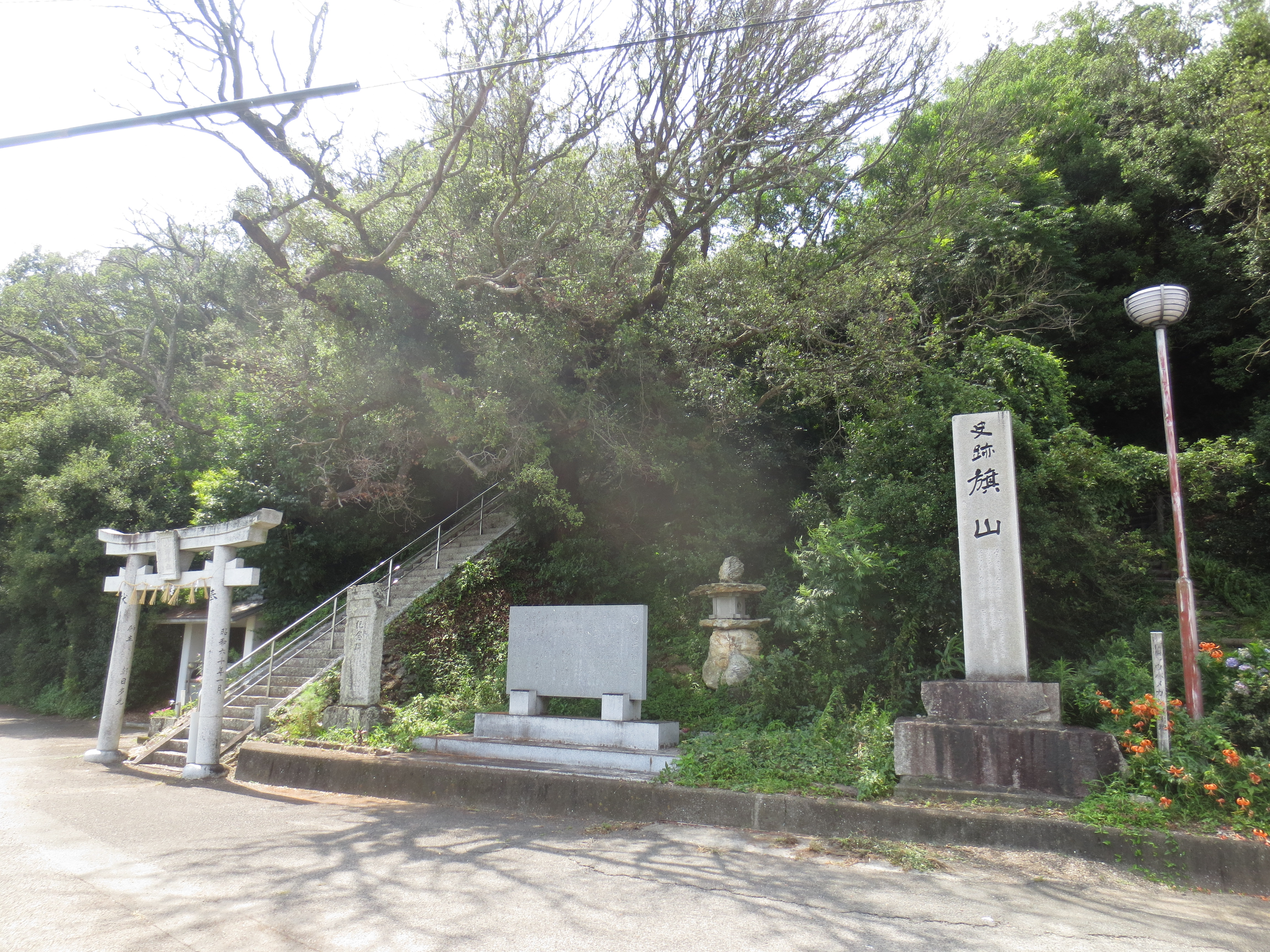
旗山近景
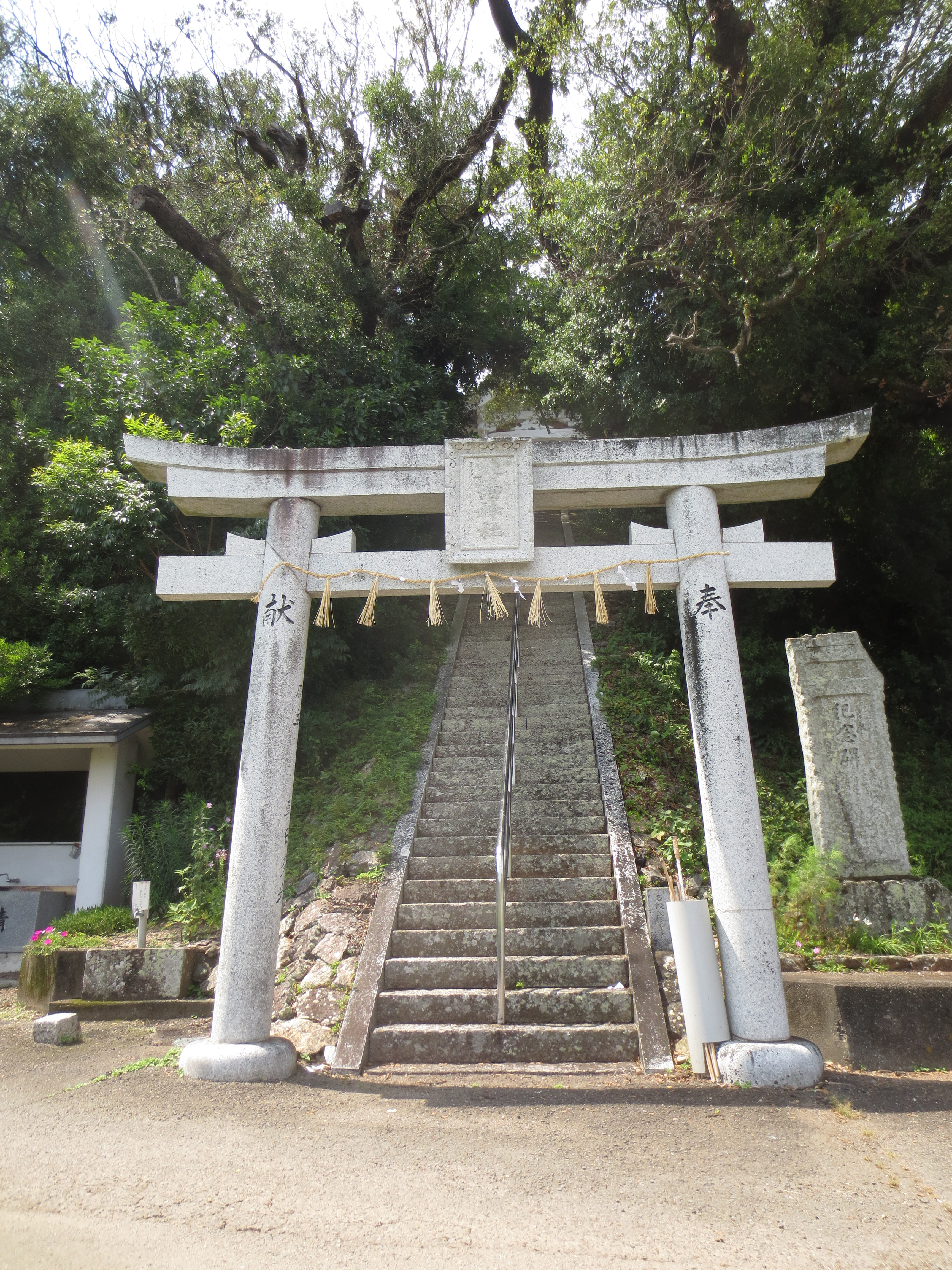
旗山鳥居
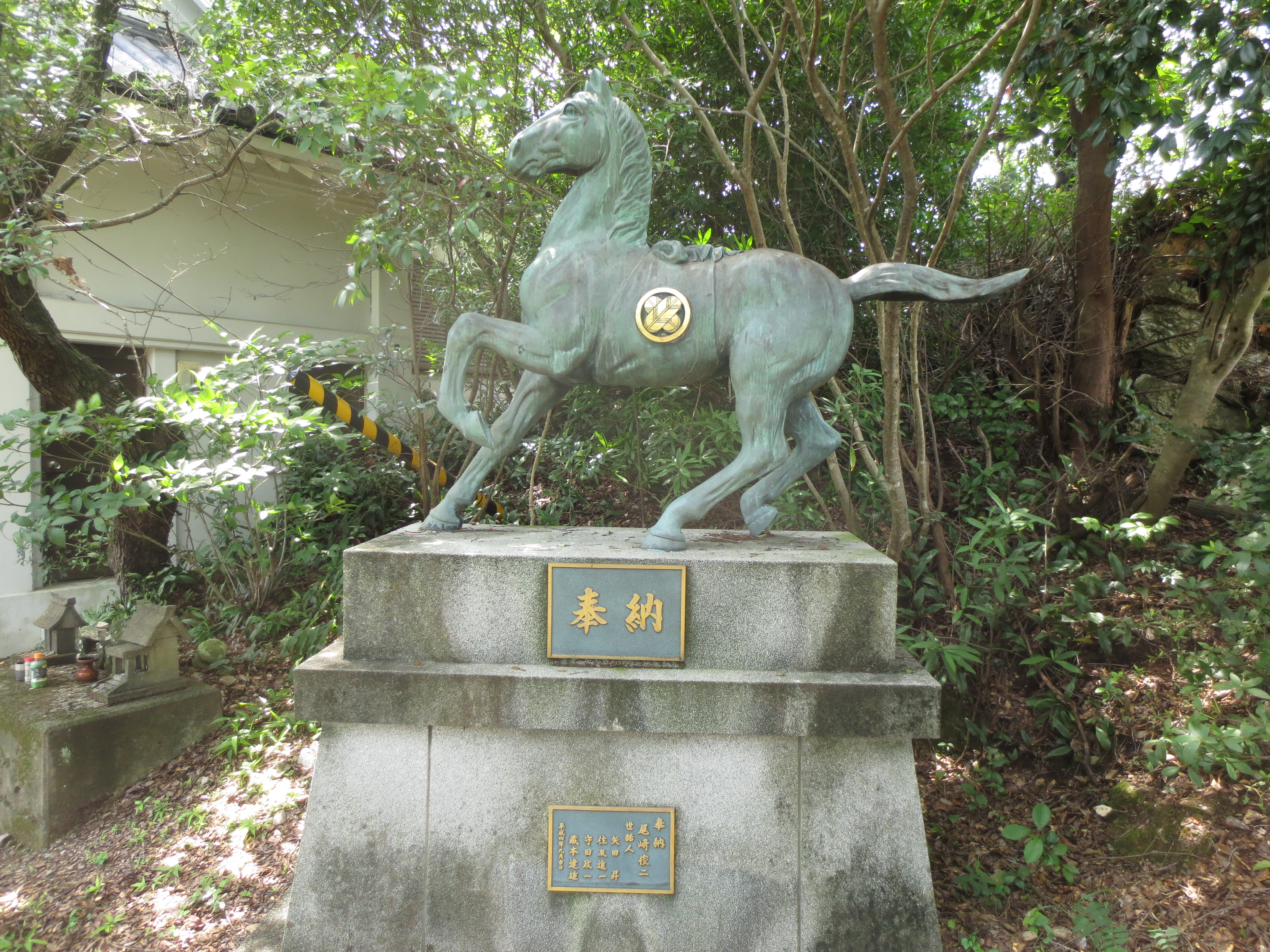
旗山馬の像

## 自然
山腹はウバメガシの巨樹に覆われ、山頂からは静かな田園風景が望める。